# Кларктон (Міссурі)
Кларктон (англ. Clarkton) — місто (англ. city) в США, в окрузі Данкін штату Міссурі. Населення — 1009 осіб (2020).

## Географія
Кларктон розташований за координатами 36°27′7″ пн. ш. 89°58′5″ зх. д. / 36.45194° пн. ш. 89.96806° зх. д. (36.452045, -89.968088).  За даними Бюро перепису населення США в 2010 році місто мало площу 2,93 км², уся площа — суходіл.

## Демографія
Згідно з переписом 2010 року, у місті мешкало 1288 осіб у 495 домогосподарствах у складі 327 родин. Густота населення становила 440 осіб/км².  Було 557 помешкань (190/км²).
Расовий склад населення:
| - 84,3 % — білих - 5,0 % — чорних або афроамериканців - 0,3 % — корінних американців - 8,2 % — осіб інших рас |

До двох чи більше рас належало 2,2 %. Частка іспаномовних становила 9,8 % від усіх жителів.
За віковим діапазоном населення розподілялося таким чином: 30,0 % — особи молодші 18 років, 59,7 % — особи у віці 18—64 років, 10,3 % — особи у віці 65 років та старші. Медіана віку мешканця становила 32,9 року. На 100 осіб жіночої статі у місті припадало 94,0 чоловіків;  на 100 жінок у віці від 18 років та старших — 92,9 чоловіків також старших 18 років.
Середній дохід на одне домашнє господарство  становив 30 437 доларів США (медіана — 25 500), а середній дохід на одну сім'ю — 34 382 долари (медіана — 27 500). Медіана доходів становила 37 188 доларів для чоловіків та 18 750 доларів для жінок. За межею бідності перебувало 39,8 % осіб, у тому числі 61,9 % дітей у віці до 18 років та 27,5 % осіб у віці 65 років та старших.
Цивільне працевлаштоване населення становило 364 особи. Основні галузі зайнятості: освіта, охорона здоров'я та соціальна допомога — 35,7 %, виробництво — 19,5 %, сільське господарство, лісництво, риболовля — 9,6 %, роздрібна торгівля — 9,3 %.